# Almeríakultur

Karte der europäischen Jungsteinzeit- bzw. Mittelsteinzeit-Kulturen, ca. 4500–4000 v. Chr.:
Bandkeramische Kultur, neolithische Kultur
Bükker Kultur (östliche LBK, späte Entwicklungsstufe der Alföld-Linearkeramik)
Cardial- oder Impressokultur
Ertebølle-Kultur, mesolithische Kultur
Dnepr-Don-Kultur
Vinča-Kultur
Almeríakultur
Dimini-Kultur
Karanowo-Kultur
Kammkeramische Kultur, mesolithische Kultur

Die Almeríakultur (spanisch Cultura Almeriense) ist eine spätjungsteinzeitliche, iberische Ackerbaukultur, die nach dem südostspanischen Küstenort Almería benannt ist. Ihre Spätphase zeigt kupferzeitlichen Einfluss und weist auf Beziehungen zur Glockenbecherkultur hin. Nachfolgerin der Almería-Kultur ist die Los Millares-Kultur.
Von Nordspanien unterscheidet sich diese Kultur grundlegend. Sie ist eher mit der Prähistorie des Maghreb verwandt. Der französische Philologe und Archäologe Louis-Pierre Siret setzte zu Beginn des 20. Jahrhunderts die Produzenten neolithischer Funde in Südostspanien und Nordafrika mit den Iberern gleich, wobei er sich vermutlich auf Angaben Varros stützt.

## Perioden und Fundplätze

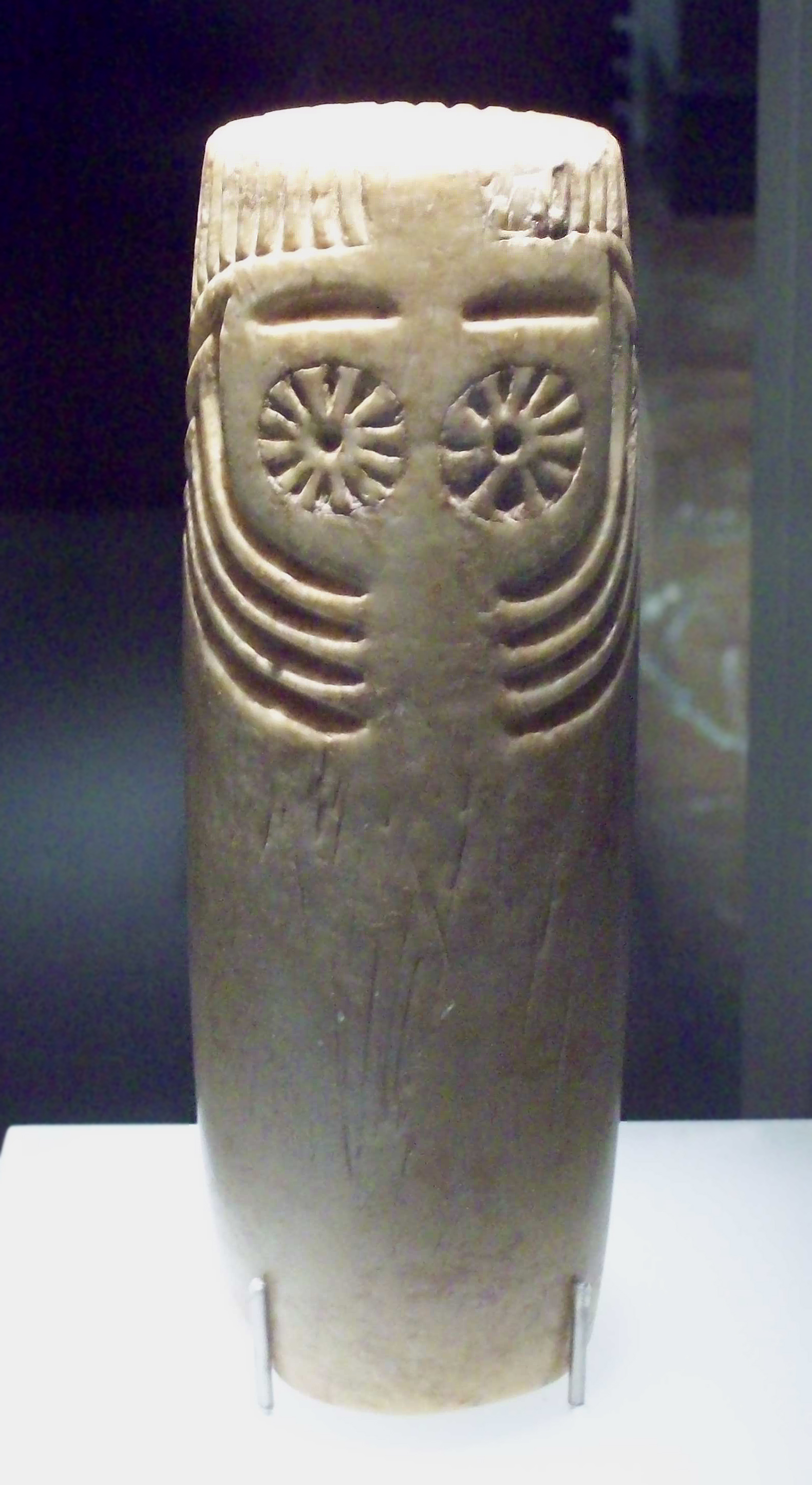
Das Ídolo de Extremadura, ein Idol aus der Kupferzeit. Man erkennt ein stilisiertes Augenpaar, Augenbrauen, Haare und möglicherweise eine Gesichtstätowierung.

Den Anfang der archäologischen Kultur bilden (um etwa 3000 v. Chr.) die dauerhaften Plätze im Becken von Vera (Cabecicos Negros), auf dem Campo de Tabernas, dem Campo de Nijar, im Tal des Andarax, im Korridor von Chirivel und im Norden bei Vélez. Die Ausgrabung der Siedlungen auf dem Cerro de la Chinchilla bei Rioja und auf dem Cerro de los López bei Vélez-Rubio erbrachten das wesentliche Wissen über die frühe Stufe. Diese Periode setzt das System der älteren Dörfer fort, die aber erweitert werden.
Die Kultur entwickelt sich dann zur ersten Phase der iberischen Kupfermetallurgie, die in den oberen Straten einiger Plätze identifiziert wurden, wie Almizaraque (Höhlen von Almanzora), Ciavieja (El Ejido) und Terrera Vertura.

## Merkmale
Die technologische Einordnung der Kultur hängt von der Entwicklungsperiode ab, während die keramischen Inventare ähnlich bleiben. Die Silextechnologie zeigt an vielen Plätzen ein mikrolithisches Repertoire.
Die Bestattung der Toten erfolgt in Kollektivgräbern, zuerst in Erdgräbern, dann in Kuppel- und Rundgräbern. Neben anikonischen Menhiren tauchen in den Gräbern Elfenbeinfiguren (Jaén) und flache Steinidole auf. Sie weisen eine gewisse Variationsbreite, aber keine stilistische Ausformung auf.
Die Almeríakultur brachte auch Fels- und Steinritzungen (Petroglyphen) hervor, insbesondere auch Augenidole. Ihre deutlichste Entsprechung außerhalb Spaniens haben diese Petroglyphen im Südgrab auf dem Holm of Papa Westray.